# Piramide pentagonale elongata
In geometria solida, la piramide pentagonale elongata è un solido con 11 facce che può essere costruito, come intuibile dal suo nome, allungando una piramide pentagonale attraverso l'aggiunta di un prisma pentagonale alla sua base.

## Caratteristiche
Nel caso in cui tutte le sue facce siano poligoni regolari, la piramide pentagonale elongata diventa uno dei 92 solidi di Johnson, in particolare quello indicato come J9, ossia un poliedro strettamente convesso avente come facce dei poligoni regolari ma comunque non appartenente alla famiglia dei poliedri uniformi.
Come ogni altra piramide elongata, anche questa è un solido topologicamente, ma non geometricamente, autoduale.

## Formule
Considerando una piramide pentagonale elongata avente come facce dei poligoni regolari aventi lato di lunghezza {\displaystyle a}, le formule per il calcolo del volume {\displaystyle V}, della superficie {\displaystyle A} e dell'altezza {\displaystyle h} risultano essere:
{\displaystyle V={\frac {a^{3}}{24}}\left(5+{\sqrt {5}}+6{\sqrt {25+10{\sqrt {5}}}}\right)\approx 2,021980233\cdot a^{3};}
{\displaystyle A={\frac {a^{2}}{4}}\left(20+5{\sqrt {3}}+{\sqrt {25+10{\sqrt {5}}}}\right)\approx 8,88554091\cdot a^{2};}
{\displaystyle h=a\left(1+{\sqrt {\frac {5-{\sqrt {5}}}{10}}}\right)\approx 1,525731112\cdot a.}

## Poliedro duale
Topologicamente la piramide pentagonale elongata è autoduale. Geometricamente, il suo poliedro duale ha facce diverse: un pentagono, cinque triangoli isosceli e cinque trapezi isosceli.
| Poliedro duale | Sviluppo piano del duale |
| -------------- | ------------------------ |
|                |                          |